# Pontiac Streamliner
Pontiac Streamliner — полноразмерный автомобиль, выпускавшийся с 1941 по 1951 год подразделением Pontiac компании General Motors. 

## Первое поколение
Впервые Pontiac Streamliner был представлен в ноябре 1941 года. Кузов первого поколения Streamliner имел пропорции, характерные для моделей первой половины 40-х годов XX века, отличавшихся круглыми, чётко очерченными колесными арками, а также большой хромированной решёткой радиатора и широко расставленными круглыми фарами. Вариант универсала отличался деревянным шпоном на боковых панелях.

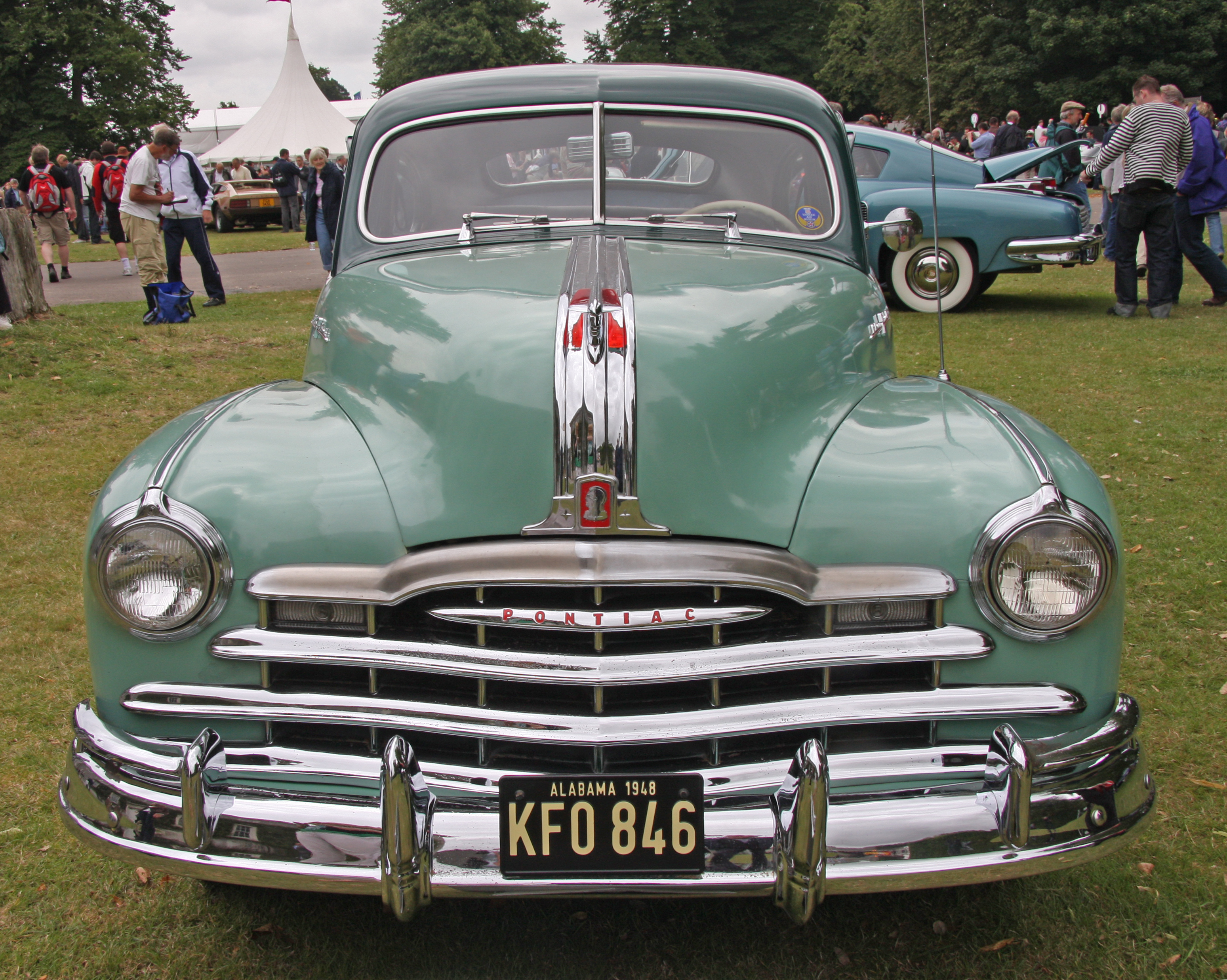
Вид спереди
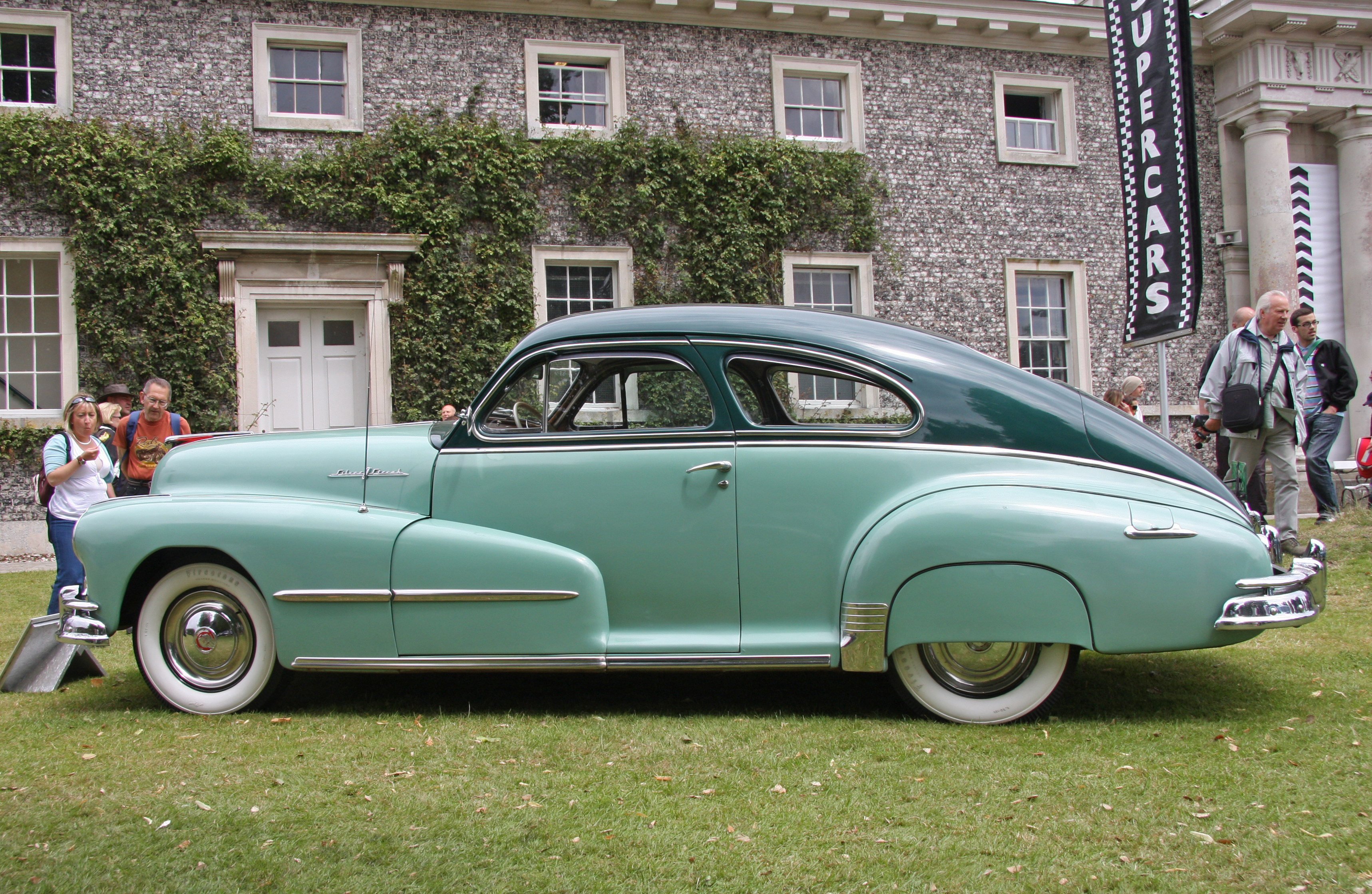
Вид сбоку
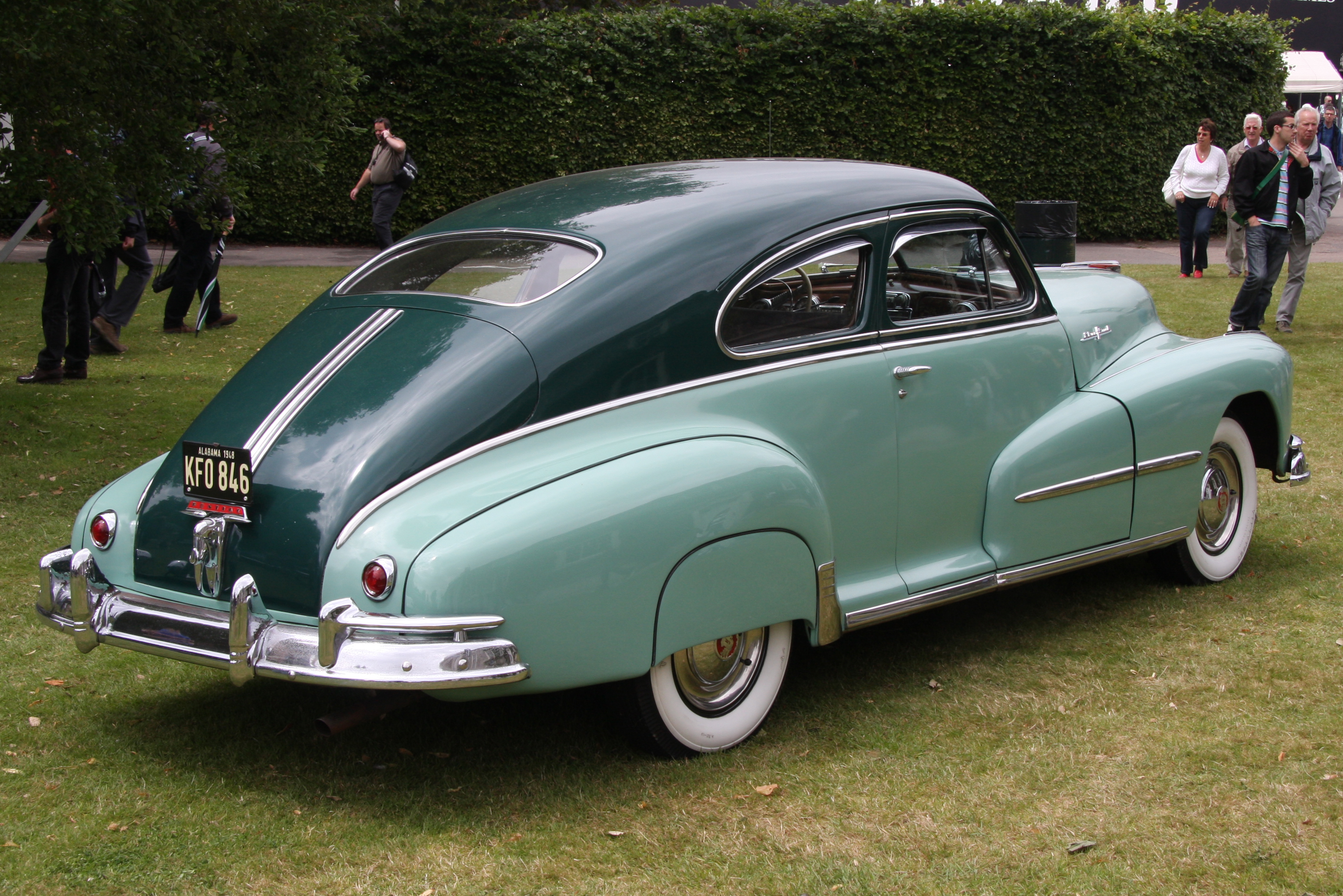
Вид сзади
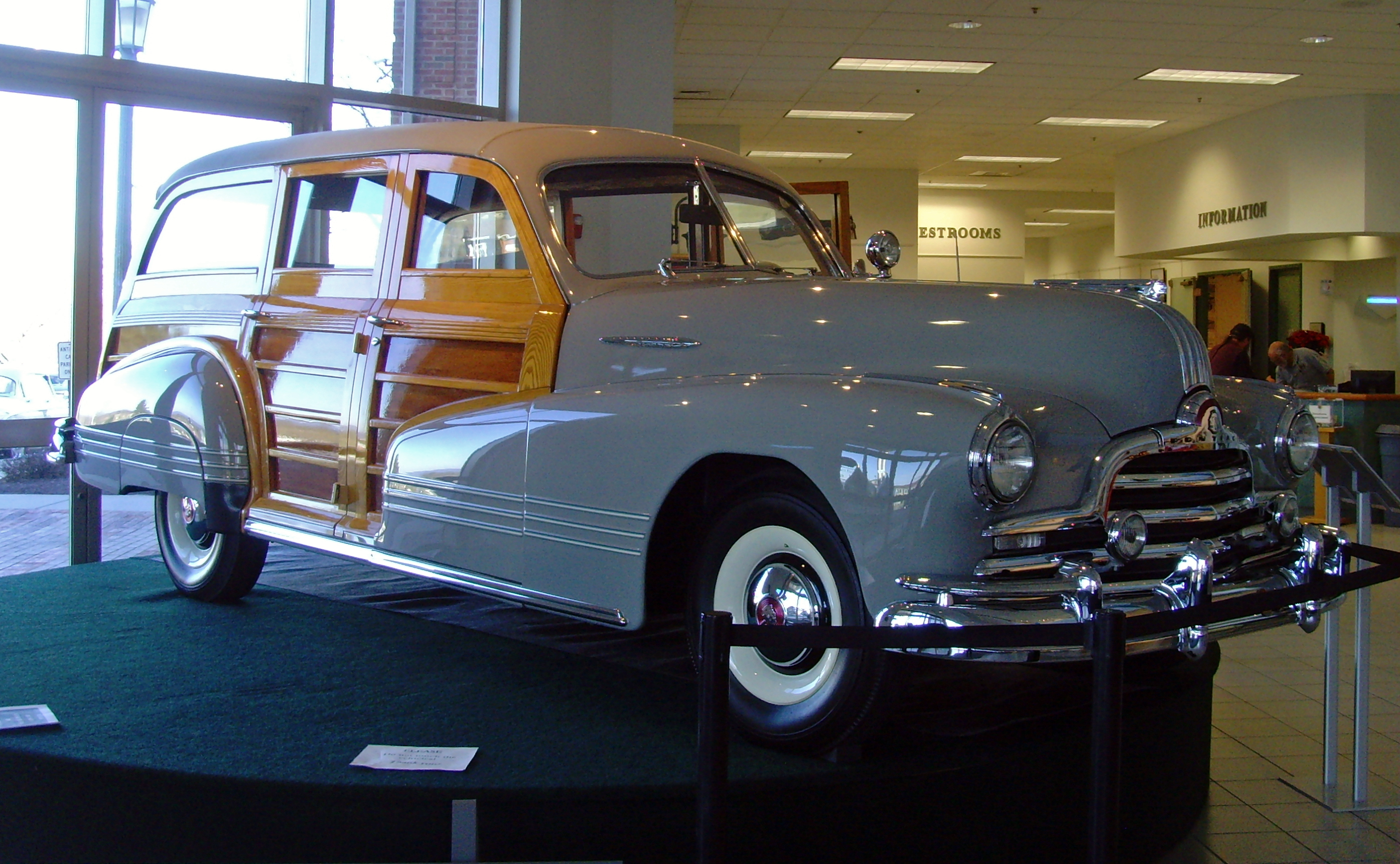
1947 Pontiac Streamliner
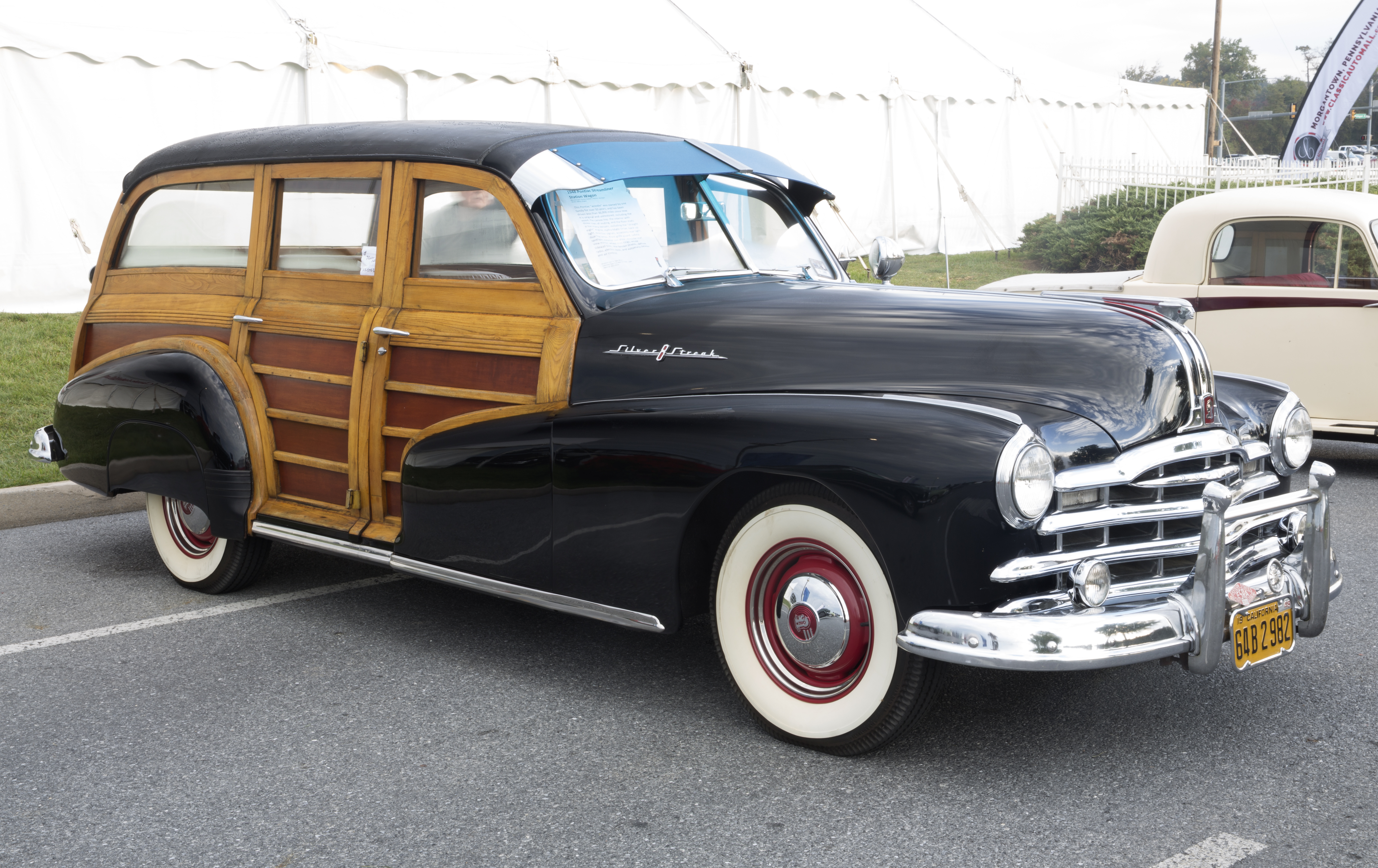
1948 Pontiac Streamliner
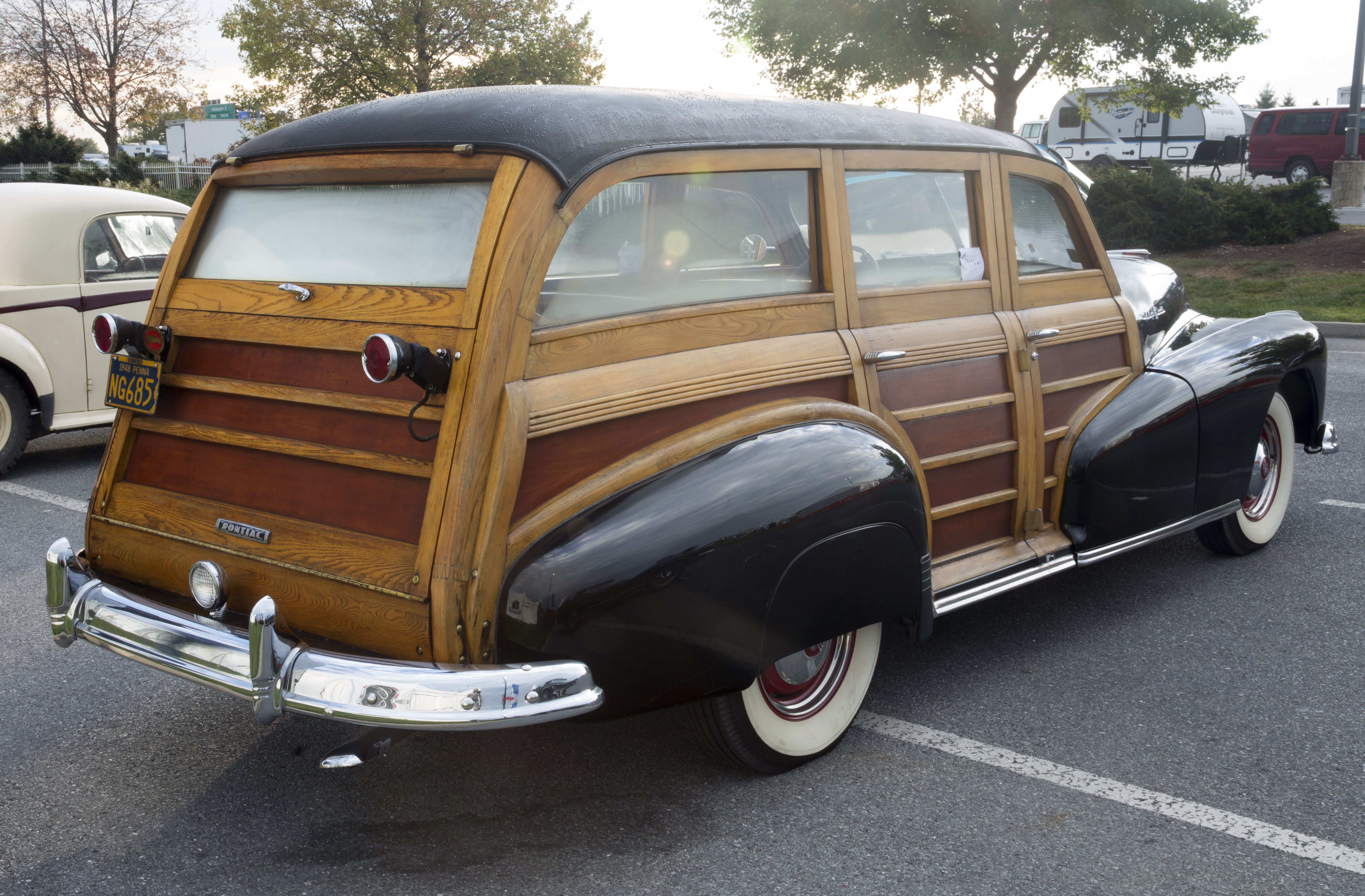
Вид сзади

## Второе поколение
Второе поколение Pontiac Streamliner было представлено в декабре 1948 года. Передняя часть получила более крупную хромированную решётку радиатора. Кузов стал короче.

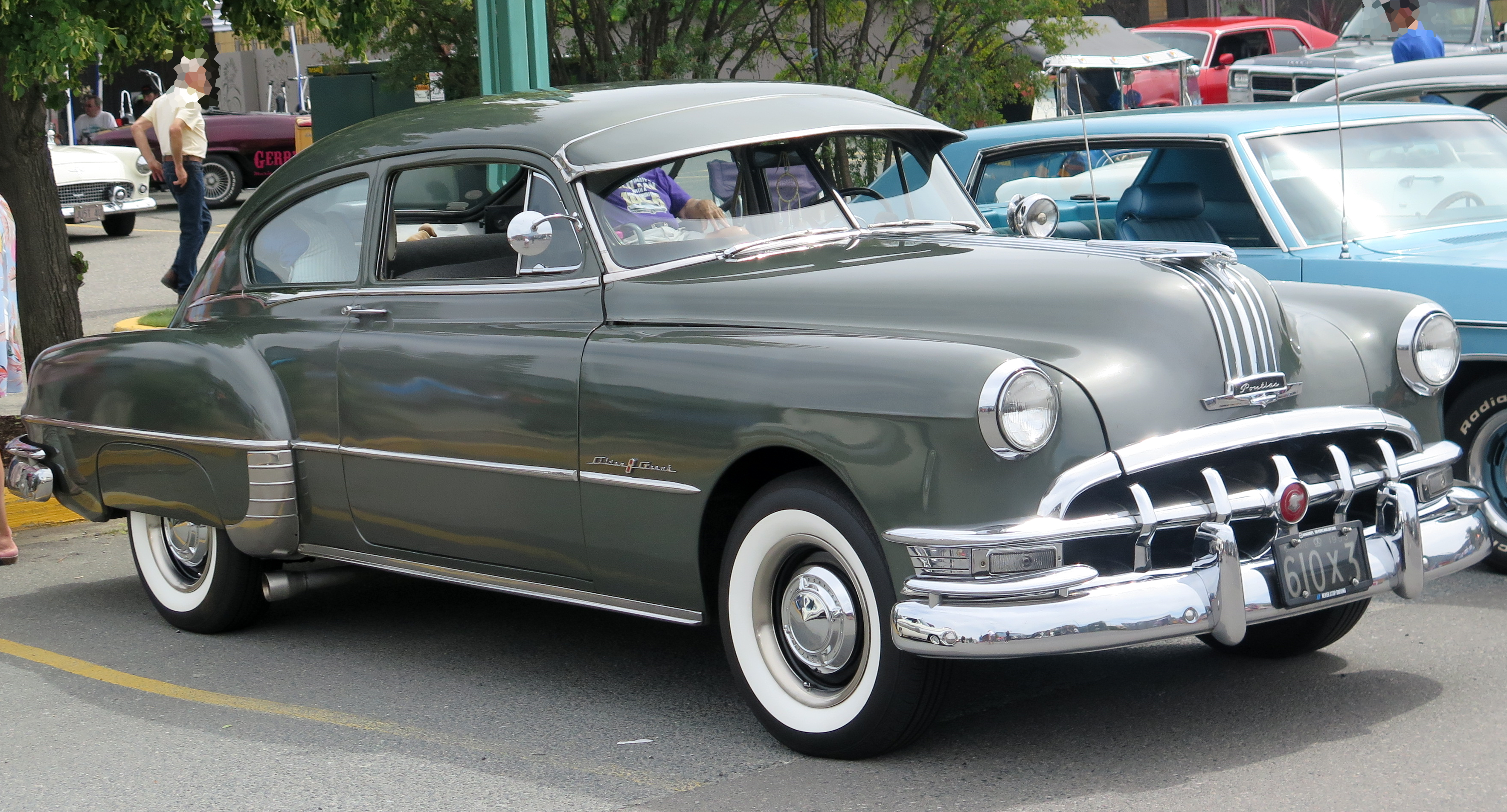
1950 Pontiac Streamliner De Luxe
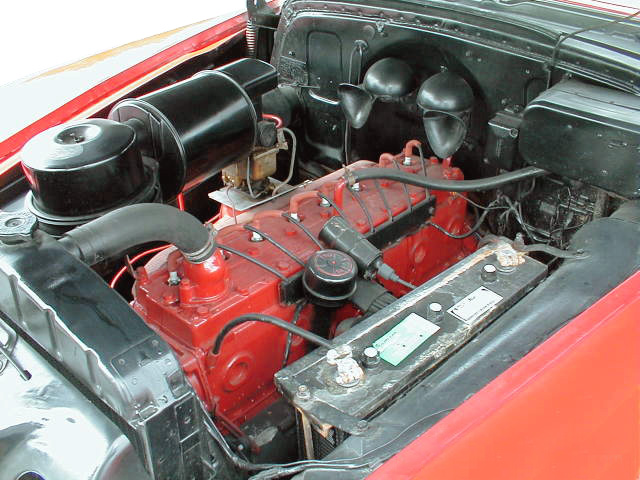
1950 Streamliner Silver-Streak Eight (двигатель)
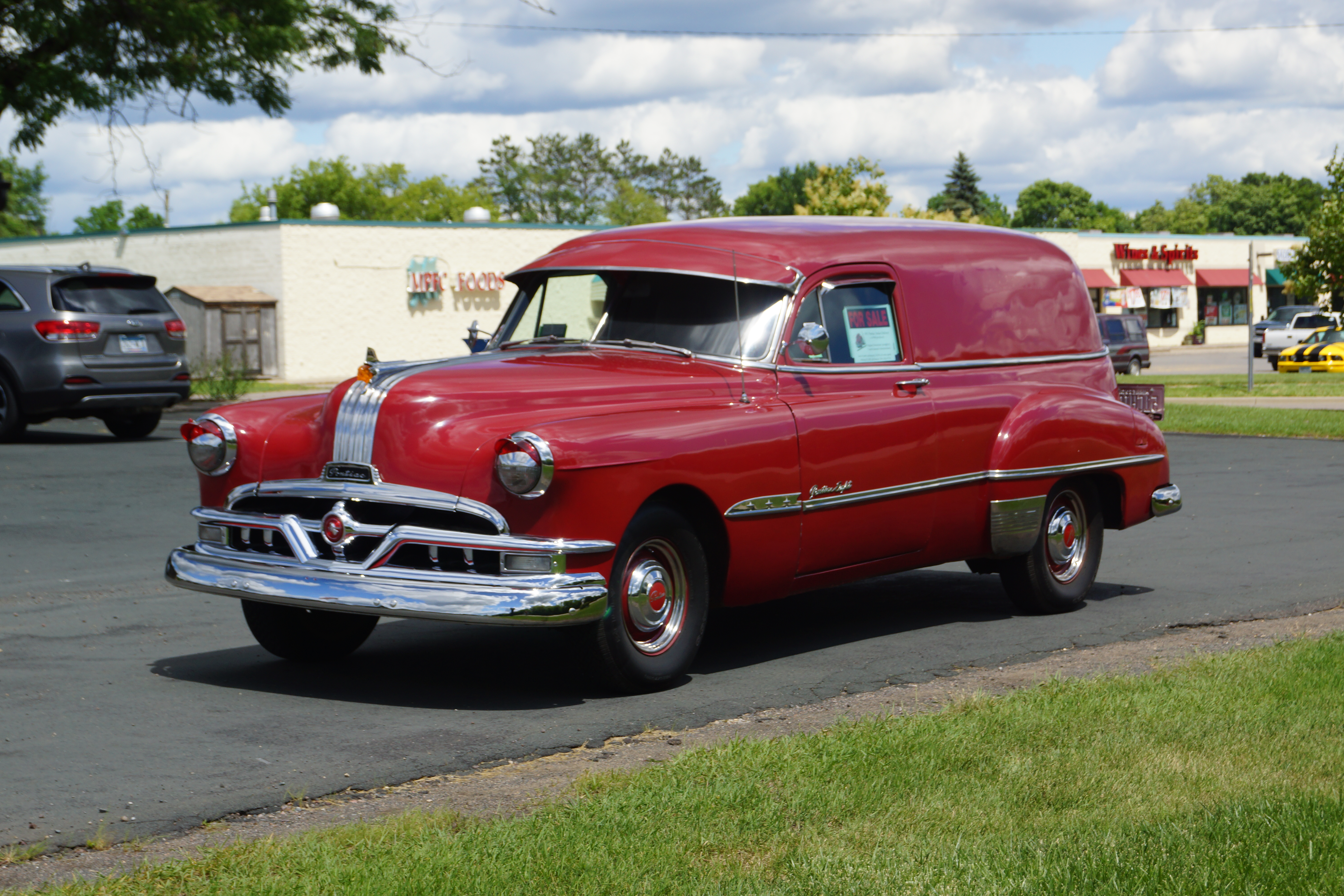
1951 Pontiac Streamliner Deluxe Sedan Delivery